# Arrigo Pintonello
Arrigo Pintonello (* 18. August 1908 in Rivale di Pianiga; † 8. Juli 2001 in Pomezia) war ein italienischer Geistlicher und römisch-katholischer Bischof von Terracina-Latina, Priverno e Sezze.

## Leben
Arrigo Pintonello empfing am 9. Oktober 1932 die Priesterweihe.
Papst Pius XII. ernannte ihn am 4. November 1953 zum Militärvikar von Italien und Titularerzbischof von Theodosiopolis in Arcadia. Der Sekretär der Konsistorialkongregation, Adeodato Giovanni Kardinal Piazza OCD, spendete ihm am 30. November desselben Jahres die Bischof; Mitkonsekratoren waren Carlo Confalonieri, Sekretär der Kongregation für die Seminare und Studieneinrichtungen, und Girolamo Bartolomeo Bortignon OFMCap, Bischof von Padua.
Er nahm an allen vier Sitzungsperioden des Zweiten Vatikanischen Konzils teil.
Papst Paul VI. ernannte ihn am 1. Mai 1965 zum Apostolischen Administrator von Velletri. Der Papst ernannte ihn am 12. September 1967 zum Bischof von Terracina-Latina, Priverno e Sezze unter Beibehaltung des persönlichen Titels eines Erzbischofs. Von seinem Amt trat er am 25. Juni 1971 zurück.